# 哈亦琦
哈亦琦（1954年—），男，回族，北京人，中国工艺美术师，第二批国家级非物质文化遗产项目风筝制作技艺代表性传承人，第二届全国中青年德艺双馨文艺工作者。